# Екзархос (дем Гревена)
 Тази статия е за селото в Македония.  За селото във Фтиотида вижте Екзархос (дем Локри).  
Екзархос (на гръцки: Έξαρχος), е село в Република Гърция, в дем Гревена, област Западна Македония.

## География
Селото е разположено на 720 m надморска височина, на около 35 km североизточно от град Гревена. На север граничи със сятишкото село Дафнеро (Вайпеш). Екзархос се намира в западните поли на планината Червена гора (Вуринос), в подножието на нейния най-висок връх Дрисиникос (1866 m).

## История

### В Османската империя
В края на ХІХ век Екзархос е гръцко християнско село в нахия Венци на Кожанската каза на Османската империя. На един километър североизточно от селото се намира църквата „Свети Атанасий“, издигната през 1840 година. Нейният храмов празник на 18 януари се отбелязва тържествено. Друг ежегоден празник се провежда на 2 май. 
Според статистиката на Васил Кънчов в 1900 година в Оксарх живеят 100 турци и 142 гърци.
На Етнографската карта на Битолския вилает на Картографския институт в София от 1901 година Ексархо е смесено гръцко-турско село в Кожанската каза на Серфидженския санджак с 40 къщи.
Според статистика на Серфидженския санджак на гръцкото консулство в Еласона от 1904 година в Екзархон (Έξαρχον), Гревенска каза, живеят 160 гърци елинофони християни.
По данни на секретаря на Българската екзархия Димитър Мишев („La Macédoine et sa Population Chrétienne“) в 1905 година в Оксарх (Oksarh) има 140 гърци.

### В Гърция
През Балканската война в 1912 година в селото влизат гръцки части и след Междусъюзническата в 1913 година селото влиза в състава на Кралство Гърция.
Жителите традиционно се занимават с отглеждане на жито, картофи, тютюн и други земеделски култури, а частично се занимават и със скотовъдство.
| Име          | Име           | Ново име  | Ново име  | Описание               |
| ------------ | ------------- | --------- | --------- | ---------------------- |
| Рахи Хандуми | Ράχη Χαντούμη | Аниканос  | Ανίκανος  | връх И от Екзархос     |
| Ага Кури     | Άγά Κουρί     | Неохорафа | Νεοχώραφα | местност Ю от Екзархос |

| Година    | 1913 | 1920 | 1928 | 1940 | 1951 | 1961 | 1971 | 1981 | 1991 | 2001 | 2011 | 2021 |
| --------- | ---- | ---- | ---- | ---- | ---- | ---- | ---- | ---- | ---- | ---- | ---- | ---- |
| Население | 170  | 143  | 136  | 263  | 180  | 204  | 131  | 115  | 149  | 103  | 62   | 37   |